# Рафаел Наварро Леал
Рафаел Наварро Леал (порт. Rafael Navarro Leal ; нар. 14 квітня 2000, Кабу-Фріу, штат Ріо-де-Жанейро) — бразильський футболіст, нападник клубу «Палмейрас».

## Біографія
Рафаел Наварро народився в штаті Ріо-де-Жанейро і починав займатися футболом в академії «Флуміненсе», але останні роки на молодіжному рівні провів уже в «Атлетіко Гоянієнсе». В 2019 року став регулярно потрапляти в заявку команди на матчі Серії B, але в основному складі команди з Гоянії так і не зіграв.
У січні 2020 року перейшов до «Ботафого». Дебютував в основному складі 18 січня в гостьовій грі Ліги Каріоки проти «Волти-Редонди». Наварро вийшов на заміну на 73 хвилині, але не зміг допомогти своїй команді уникнути поразки 0:1. Дебюту в чемпіонаті Бразилії молодому гравцю довелося чекати цілий рік — 25 січня 2021 року Рафаел Наварро вийшов на заміну на 72 хвилині матчу проти «Флуміненсе». «Ботафого» знову поступився своєму супернику, цього разу 0:2. Це була гра Серії A сезону 2020, оскільки останні тури проходили вже в 2021 календарному році через перерву, спричинену пандемією COVID-19. Свій перший гол на дорослому рівні Наварро забив 2 лютого 2021 у ворота «Палмейраса», завдяки чому його клуб зіграв унічию на виїзді 1:1.
Однак сезон для «Ботафого» склався невдало, і команда вилетіла із Серії A. У турнірі Серії B 2021 Рафаел Наварро виявив себе з кращого боку — він забив 15 голів та віддав дев'ять результативних передач. За підсумками сезону «Ботафого» став переможцем Серії B, повернувшись до елітного дивізіону бразильського футболу.
Вже після завершення турніру, 22 грудня 2021 року, Рафаел Наварро підписав контракт з «Палмейрасом» до кінця 2026 року. На початку наступного року поїхав з командою на клубний чемпіонат світу 2021 року в ОАЕ, де бразильці стали фіналістами турніру, а Рафаел вийшов на поле у фіналі, замінивши на 103 хвилині Дуду, втім його команда програла «Челсі» 1:2 і не здобула трофей.

## Титули і досягнення
- Чемпіон штату Сан-Паулу: 2022
- Володар Рекопи Південної Америки: 2022
- Володар Суперкубка Бразилії: 2023